# Бакасу
Бакасу (каз. Бақасу) — село в Зайсанском районе Восточно-Казахстанской области Казахстана. Входит в состав Кенсайского сельского округа. Код КАТО — 634637200.

## Население
В 1999 году население села составляло 197 человек (103 мужчины и 94 женщины). По данным переписи 2009 года, в селе проживало 260 человек (131 мужчина и 129 женщин).